# Отани, Ко
Ко Отани (яп. 大谷 幸 О:тани Ко:, род. 1 мая, 1957) — японский композитор, пишущий музыку для аниме, фильмов и видеоигр. Наиболее известен саундтреками к фильмам про Гамеру и игре Shadow of the Colossus.

## Биография
Ко Отани родился в Токио, в 1957 году. После окончания университета он стал одним из основателей собственной музыкальной компании. В 1987 году он написал саундтрек к аниме по популярной манге City Hunter, после чего получил признание в профессиональной среде. Позднее работал над такими произведениями как Spy Games (1988), The Ultimate Teacher (1988), The Yadamura Waltz (1988) и You’re Under Arrest (1994). Самыми известными из произведений, над которыми он работал, были аниме-сериалы Mobile Suit Gundam Wing, «Союз Серокрылых» и серия фильмов про Гамеру. Также Ко Отани написал саундтрек к нескольким играм, самая известная из которых — Shadow of the Colossus.

## Дискография

### Аниме
- City Hunter (1987)
- The Yadamura Waltz (1988)
- The Ultimate Teacher (1988)
- Spy Games (1988)
- Gokudō Sensō: Butōha (1991)
- Future GPX Cyber Formula (1991)
- Future GPX Cyber Formula 11 (1992)
- Yonigeya Hompo 2 (1993)
- Sotsugyō Ryokō: Nihon kara Kimashita (1994)
- You’re Under Arrest! (1994)
- Future GPX Cyber Formula ZERO (1994)
- Mobile Suit Gundam Wing (1995)
- School Ghost Story 3 (1997)
- Night Warriors: Darkstalkers' Revenge (1997)
- Gundam Wing: Endless Waltz (1998)
- Outlaw Star (1998)
- Popolocrois Monogatari (1998)
- Wild Arms: Twilight Venom (2000)
- Cross Fire (2000)
- The SoulTaker (2001)
- Zoids: New Century Zero (2001)
- «Союз Серокрылых» (2002)
- Shōrō Nagashi (2003)
- Like Asura (2003)
- Lucky Ears (2003)
- Zatch Bell! (2003)
- Daphne in the Brilliant Blue (2004)
- Eyeshield 21 (2005)
- Shakugan no Shana (2005)
- Pumpkin Scissors (2006)
- Ghost Slayers Ayashi (2006)
- Yoshinaga-san Chi no Gargoyle (2006)
- Over Drive (2007)
- Deltora Quest (2007)
- Shakugan no Shana Second (2007)
- Gunslinger Girl -Il Teatrino- (2008)
- «Клинок бессмертного» (2008)
- Tokyo Magnitude 8.0 (2009)
- Hakuouki (2010)
- .hack//Quantum (2010—2011)
- Hyouge Mono (2011)
- Another (2010—2012)
- Calamity of the Zombie Girl (2018)

### Фильмы
- No Worries on the Recruit Front (1991)
- My Soul Is Slashed (1991)
- Graduation Journey: I Came from Japan (1993)
- It’s a Summer Vacation Everyday (1994)
- «Гамера: Защитник Вселенной» (1995)
- «Гамера 2: Нападение космического легиона» (1996)
- Tenchi the Movie 2: The Daughter of Darkness (1998)
- «Гамера 3: Месть Ирис» (1999)
- «Пирокинез» (2000)
- «Годзилла, Мотра, Кинг Гидора: Монстры атакуют» (2001)
- Blade of the Phantom Master (2004)
- The iDol (2006)
- Shakugan no Shana (2007)
- Colorful (2010)